# Rallye d'Argentine 1985
Le Rallye d'Argentine 1985 (5º Rally Argentina), disputé du 30 juillet au 3 août 1985, est la cent-quarante-troisième manche du championnat du monde des rallyes (WRC) courue depuis 1973, et la huitième manche du championnat du monde des rallyes 1985.

## Contexte avant la course

### Le championnat du monde
Ayant succédé en 1973 au championnat international des marques (en vigueur de 1970 à 1972), le championnat du monde des rallyes comprend généralement une douzaine manches, comprenant les plus célèbres épreuves routières internationales, telles le Rallye Monte-Carlo, le Safari ou le RAC Rally. Depuis 1979, le championnat des constructeurs a été doublé d'un championnat pilotes, ce dernier remplaçant l'éphémère Coupe des conducteurs, organisée à seulement deux reprises en 1977 et 1978. Le calendrier 1985 intègre douze manches pour l'attribution du titre de champion du monde des pilotes mais seulement onze sélectives pour le championnat des marques (le Rallye de Côte d'Ivoire en étant exclu). Les épreuves sont réservées aux catégories suivantes :
- Groupe N : voitures de grande production de série, ayant au minimum quatre places, fabriquées à au moins 5000 exemplaires en douze mois consécutifs ; modifications très limitées par rapport au modèle de série (bougies, amortisseurs).
- Groupe A : voitures de tourisme de grande production, fabriquées à au moins 5000 exemplaires en douze mois consécutifs, avec possibilité de modifications des pièces d'origine ; poids minimum fonction de la cylindrée.
- Groupe B : voitures de grand tourisme, fabriquées à au moins 200 exemplaires en douze mois consécutifs, avec possibilité de modifications des pièces d'origine (extension d'homologation portant sur 10% de la production[2]).

La saison 1985 est nettement dominée par les Peugeot 205 Turbo 16, qui ont remporté cinq des sept épreuves déjà courues. Avec 44 points d'avance sur Audi, Peugeot est en passe de succéder à son rival allemand au championnat du monde des constructeurs. Un doublé des voitures françaises en Argentine leur assurerait définitivement le titre. Vainqueur des deux manches inaugurales (Monte-Carlo et Suède), Ari Vatanen a ensuite manqué de réussite et c'est son coéquipier Timo Salonen qui, grâce notamment à ses trois succès (au Portugal, en Grèce et en Nouvelle-Zélande), occupe la tête du championnat du monde. La nouvelle recrue de Peugeot possède vingt-huit points d'avance sur Stig Blomqvist, le champion sortant.

### L'épreuve
Un an après le déroulement du Tour d'Amérique du Sud, rallye marathon de vingt mille kilomètres traversant dix pays d'Amérique du Sud remporté par la Mercedes d'Andrew Cowan, la «Confederación Deportiva Automovilística Sudamericana» fut à l'origine du premier rallye Codasur, en 1979. Se déroulant presque exclusivement sur piste, l'épreuve bénéficie dès sa première édition d'une organisation parfaite et sera encensée par les pilotes. Rebaptisée Rallye d'Argentine, elle intègre le championnat du monde dès l'année suivante. Depuis 1984, l'essentiel du parcours se concentre dans la province de Córdoba, le départ étant cependant donné de Buenos Aires. Le type de terrain est particulièrement adapté aux voitures à transmission intégrale et les deux dernières éditions se sont conclues par la victoire d'une Audi Quattro.

## Le parcours
- départ : 30 juillet 1985 de Buenos Aires
- arrivée : 3 août 1985 à Córdoba

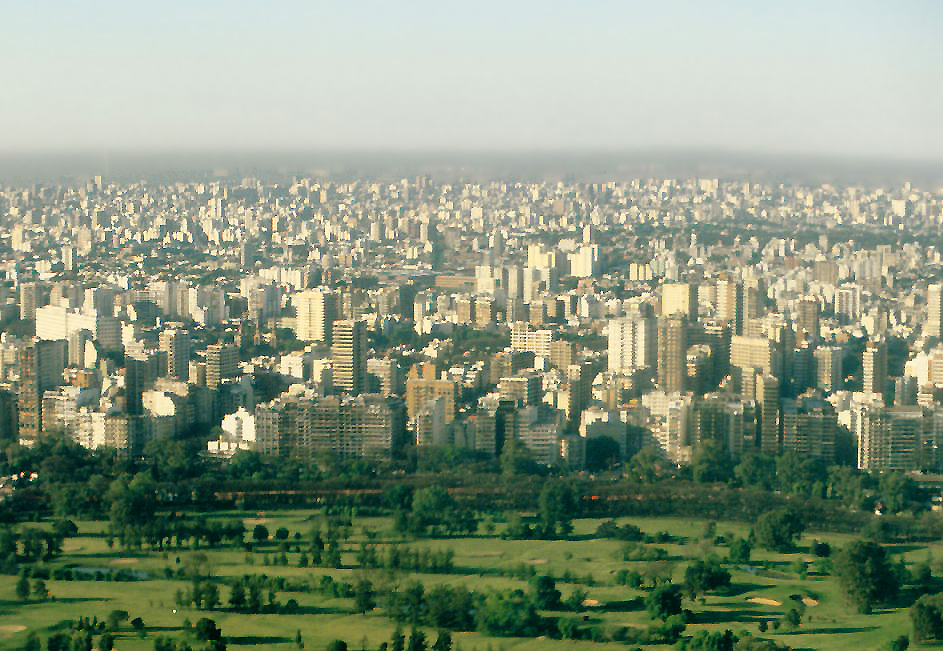
Le départ du Rallye d'Argentine est traditionnellement donné de Buenos Aires.

- distance : 2615,8 km, dont 956,71 km sur 23 épreuves spéciales
- surface : terre et rocaille
- Parcours divisé en quatre étapes[4]

### Première étape
- Buenos Aires - Alta Gracia - Córdoba, du 30 au 31 juillet
- distance : 1120 km, dont 173,36 sur 4 épreuves spéciales

### Deuxième étape
- Córdoba - Cosquín - Cruz del Eje - Córdoba, le 1er août
- distance : 582 km, dont 319,93 sur 7 épreuves spéciales

### Troisième étape
- Córdoba - La Falda - Mina Clavero - Córdoba, le 2 août
- distance : 520 km, dont 279,19 sur 7 épreuves spéciales

### Quatrième étape
- Córdoba - San Agustín - Córdoba, le 3 août
- distance : 393,8 km, dont 184,23 sur 5 épreuves spéciales

## Les forces en présence
- Audi

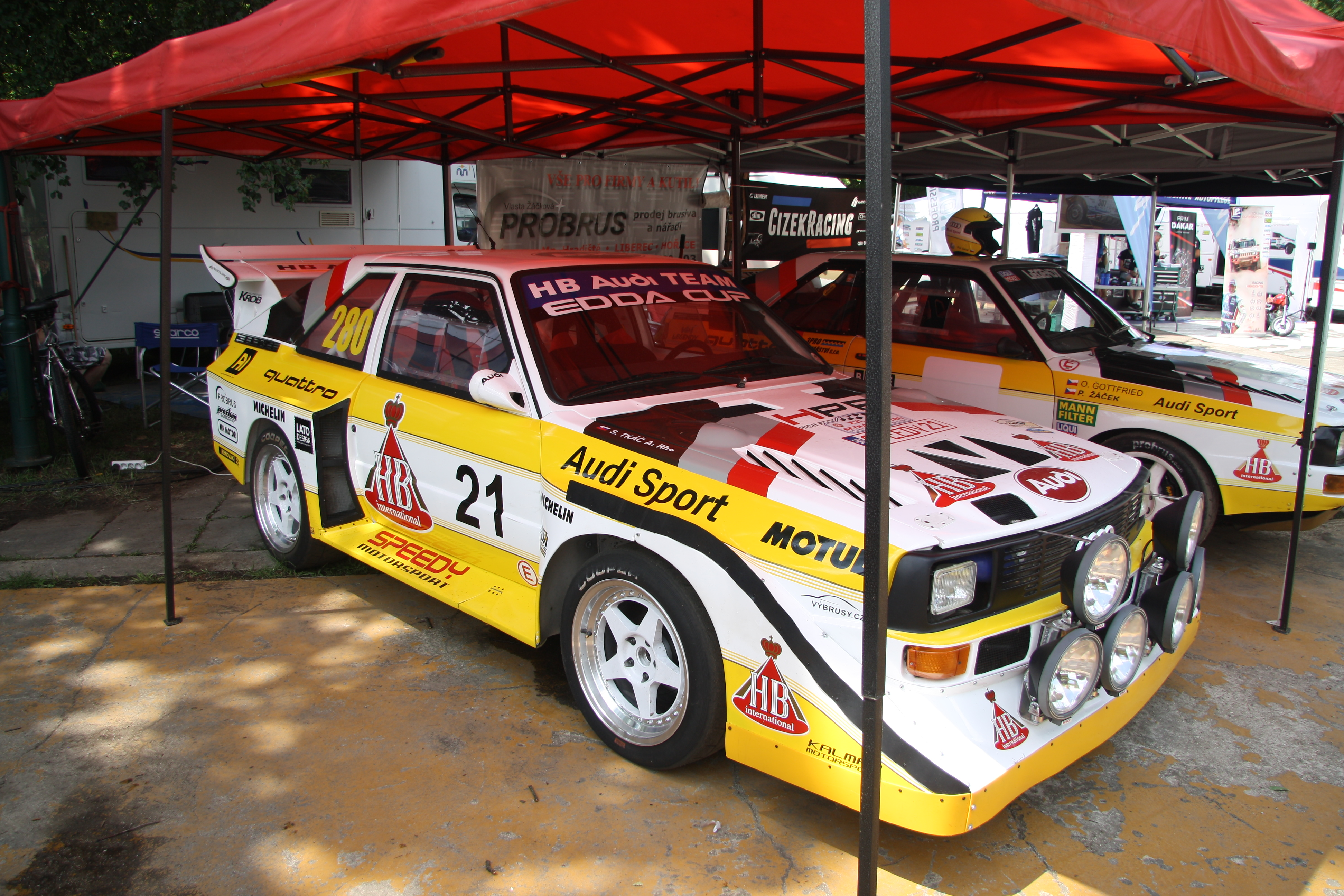
Dans sa nouvelle version S1, l'Audi Sport Quattro est dotée d'impressionnants appendices aérodynamiques.

Audi Sport engage pour la première fois la nouvelle version S1 de Sport Quattro groupe B à transmission intégrale, qui sera aux mains de Stig Blomqvist. Les évolutions portent sur l'aérodynamique (avec un aileron arrière et un spoiler avant d'une taille impressionnante), une meilleure répartition des masses et une souplesse moteur accrue. Le cinq cylindres de 2110 cm3, doté d'une culasse vingt soupapes et alimenté par un système d'injection électronique Bosch associé à un turbocompresseur KKK, est capable de fournir 500 chevaux à 8000 tr/min. Depuis le Tour de Corse, les Sport Quattro disposent d'une boîte de vitesses à six rapports. Le principal défaut de ce modèle surpuissant, désormais équipé de freins refroidis par eau, reste son poids élevé, nettement supérieur à la tonne. Au côté de Blomqvist, Wilfried Wiedner va faire sa première apparition en mondiale, au volant de la Quattro A2 (1150 kg, moteur avant cinq cylindres, 2121 cm3, turbo KKK, environ 350 chevaux, transmission intégrale) avec laquelle il s'impose régulièrement dans les épreuves du championnat d'Autriche. Les Audi sont dotées de pneus Michelin. 
- Peugeot

Ari Vatanen et Timo Salonen disposent de leurs 205 Turbo 16 groupe B habituelles, dont la garde au sol a été augmentée depuis le Rallye de Nouvelle-Zélande. Une troisième voiture a été préparée pour l'ancien pilote de formule 1 Carlos Reutemann, qui participera pour la deuxième fois à son rallye national. Leur architecture originale, alliant moteur central arrière et transmission intégrale, leur confère une étonnante agilité et une efficacité redoutable quel que soit le terrain. Alimenté par un système d'injection électronique Bosch associé à un turbocompresseur KKK, leur quatre cylindres de 1775 cm3 délivre 350 chevaux à 7200 tr/min. Mesurant 3,82 mètres de long (soit 30 centimètres de moins que l'Audi Quattro S1), elles pèsent 980 kg et sont équipées de pneus Michelin.
- Nissan

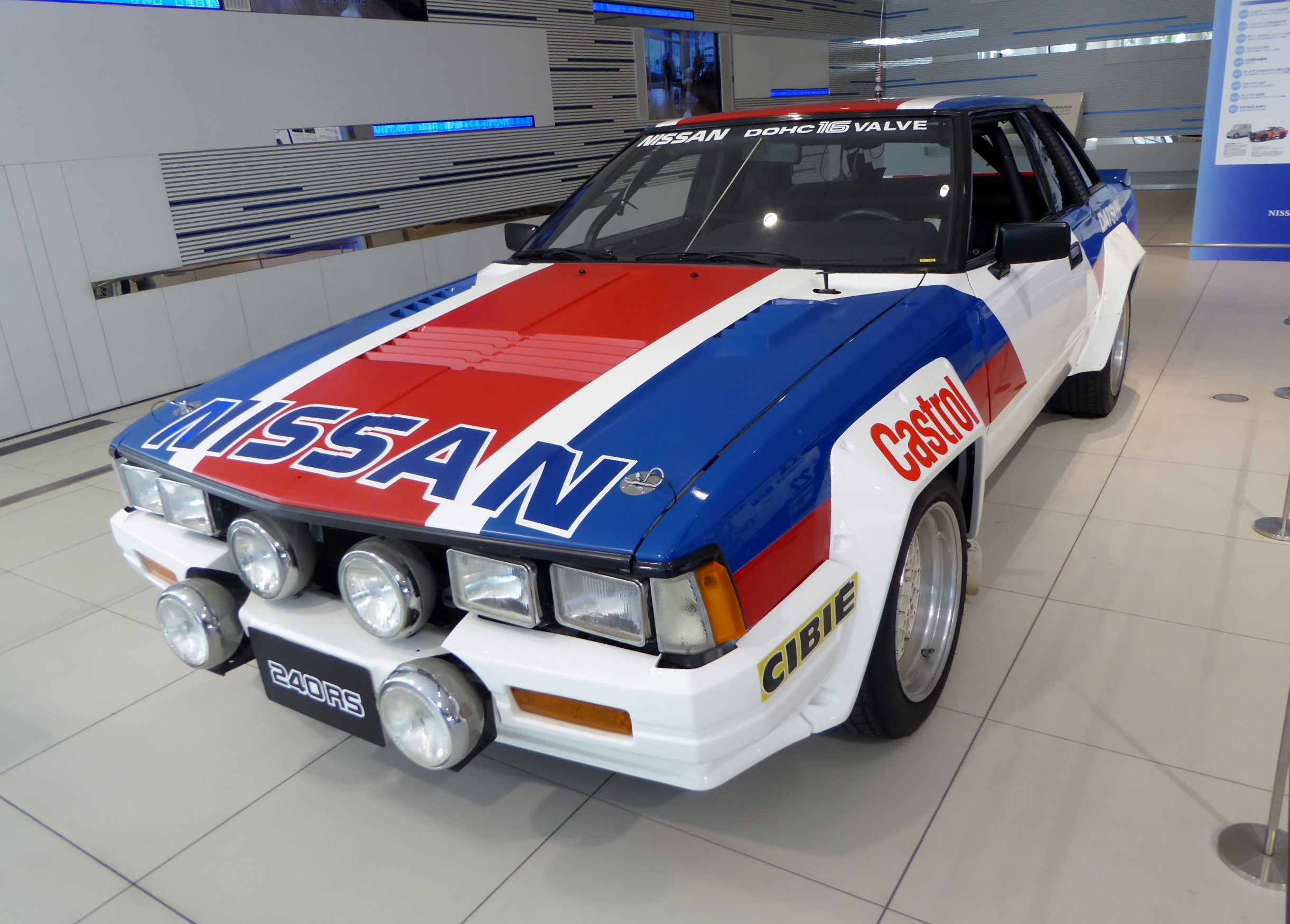
Deux Nissan 240RS groupe B seront au départ.

Shekhar Mehta et Jayant Shah prennent le départ sur des 240RS groupe B. Ces coupés à transmission classique pèsent environ une tonne. Ils sont équipés d'un moteur quatre cylindres de 2390 cm3 alimenté par deux carburateurs double corps Solex, d'une puissance de l'ordre de 275 chevaux à 8000 tr/min. Mehta et Shah ont exceptionnellement opté pour des pneus Michelin, au lieu des pneus Dunlop habituellement utilisés par le constructeur japonais.
- Renault

Renault Argentina a engagé deux Renault 18 GTX groupe A pour Jorge Recalde et Ernesto Soto, de nombreux pilotes locaux (notamment Gabriel Raies) s'alignant sur des modèles identiques Ces berlines pesant environ 1100 kg sont des tractions. Leur moteur quatre cylindres de deux litres développe 165 chevaux. Le constructeur français est de loin le plus représenté, avec près de cinquante Renault 12 au départ, engagées par des équipages indépendants.
- Ford

Plusieurs pilotes uruguayens (dont Luís Etchegoyen, Federico West, Gustavo Trelles) prennent le départ sur des anciennes Ford Escort 1600 MkII groupe A.

## Déroulement de la course

### Première étape
Les concurrents s'élancent de Buenos Aires le mardi, à partir de 22 heures. Ils effectuent tout d'abord huit cents kilomètres de parcours de liaison, de nuit, avant de disputer la première épreuve spéciale, le mercredi matin. Sur ce tronçon très rapide, la lutte est extrêmement serrée entre les trois favoris, Ari Vatanen et sa Peugeot 205 l'emportant à plus de 130 km/h de moyenne avec seulement une seconde d'avance sur son coéquipier Timo Salonen et Stig Blomqvist (sur Audi), qui ont réalisé le même temps. Dans le secteur suivant, Vatanen, alors lancé en ligne droite à environ 190 km/h, se fait surprendre par une crevasse ; sa 205 T16 se plante par l'avant et va effectuer une impressionnante série de tonneaux, rebondissant à quatre reprises sur le sol avant de s'immobiliser cent-soixante mètres plus loin, complètement disloquée. L'habitacle a cependant bien résisté ; évacués rapidement vers l'hôpital le plus proche grâce à l'hélicoptère de Peugeot Talbot Sport, Vatanen et son copilote Terry Harryman souffrent de multiples fractures, notamment aux vertèbres, mais leurs jours ne sont pas en danger. Ayant évité l'ornière par la droite, tous les autres concurrents ont passé la cuvette sans dommage. De loin le plus rapide sur ce tronçon, Salonen prend le commandement de la course devant son coéquipier Carlos Reutemann, talonné par Blomqvist qui a cependant perdu près de deux minutes au passage d'un des nombreux gués, moteur noyé. Ayant profité des problèmes d'injection ayant ralenti l'Audi Quattro privée de Wilfried Wiedner, l'Argentin Ernesto Soto pointe à la quatrième place au volant de sa Renault 18 et occupe la tête du groupe A.
Salonen et Blomqvist vont faire pratiquement jeu égal dans les deux autres épreuves de la journée. Ils rallient Córdoba dans cet ordre, le pilote finlandais possédant plus de deux minutes et demie d'avance sur son rival suédois. Reutemann n'est pas vraiment satisfait de ses réglages de suspension et a rétrogradé en quatrième position, derrière Wiedner. Parti très prudemment, Shekhar Mehta occupe la cinquième place, sur sa Nissan. Soto a perdu plusieurs minutes dans l'avant-dernier secteur, tout comme son principal rival dans la catégorie, Jorge Recalde, qui a effectué un tonneau, et c'est désormais Gabriel Raies, sixième, qui occupe la tête du groupe A. Tous trois courent sur Renault 18. Il reste cent une voitures en course.

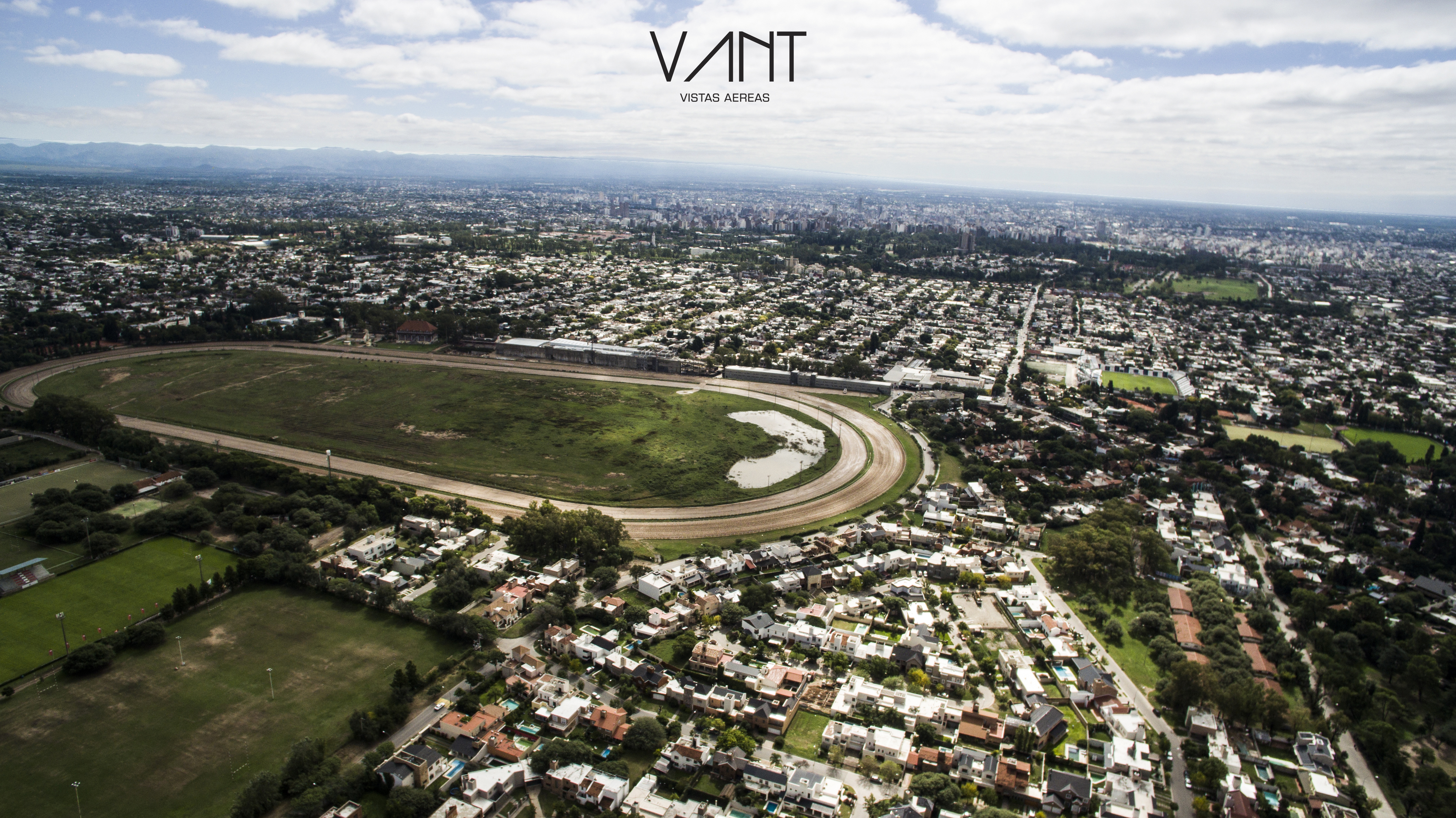
Les équipages ont rallié Córdoba le mercredi après-midi, au terme de la première étape.

| Pos. | Pilote              | Copilote                | Voiture               | Groupe | Temps           | Écart         |
| ---- | ------------------- | ----------------------- | --------------------- | ------ | --------------- | ------------- |
| 1    | Timo Salonen        | Seppo Harjanne          | Peugeot 205 Turbo 16  | B      | 1 h 29 min 01 s |               |
| 2    | Stig Blomqvist      | Björn Cederberg         | Audi Sport Quattro S1 | B      | 1 h 31 min 42 s | + 2 min 41 s  |
| 3    | Wilfried Wiedner    | Franz Zehetner          | Audi Quattro A2       | B      | 1 h 35 min 35 s | + 6 min 34 s  |
| 4    | Carlos Reutemann    | Jean-François Fauchille | Peugeot 205 Turbo 16  | B      | 1 h 35 min 58 s | + 6 min 57 s  |
| 5    | Shekhar Mehta       | Yvonne Mehta            | Nissan 240RS          | B      | 1 h 41 min 59 s | + 12 min 58 s |
| 6    | Gabriel Raies       | Raul Campana            | Renault 18 GTX        | A      | 1 h 43 min 32 s | + 13 min 31 s |
| 7    | Eduardo Chiavarolle | Juan López Piccioni     | Renault 18 GTX        | A      | 1 h 46 min 04 s | + 17 min 03 s |
| 8    | Ernesto Soto        | Martin Christie         | Renault 18 GTX        | A      | 1 h 46 min 15 s | + 17 min 14 s |
| 9    | Mario Stillo        | Daniel Stillo           | Renault 12 TS         | A      | 1 h 47 min 09 s | + 18 min 08 s |
| 10   | Miguel Torrás       | Fernando Stella         | Renault 12 TS         | A      | 1 h 49 min 02 s | + 20 min 01 s |

### Deuxième étape

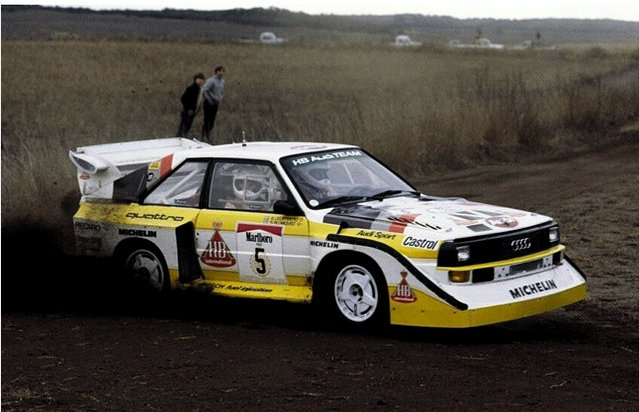
Jusqu'à son abandon à cause d'une bielle cassée, Stig Blomqvist s'était bien battu au volant de sa nouvelle Audi Sport Quattro S1.

Les concurrents restant en course repartent le jeudi matin pour une boucle au nord-ouest de Cordoba. Dans les deux premiers secteurs chronométrés, Salonen gère parfaitement son avance sur Blomqvist mais il crève ensuite aux environs d' El Manzano. Grâce à l'aide des mécaniciens de l'équipe amenés aussitôt par hélicoptère, il parvient à repartir juste devant l'Audi du pilote suédois, contraint de freiner pour ne pas le heurter, et conserve une minute quarante secondes d'avance à l'issue de la spéciale. Blomqvist attaque très fort dans le tronçon suivant : un chronométrage partiel indique qu'après quarante-cinq kilomètres il a déjà repris vingt secondes à l'équipage de tête ; il va cependant être contraint de terminer l'épreuve au ralenti, pression d'huile à zéro. Accusant désormais plus de trois minutes de retard, il conserve la deuxième place loin devant Wiedner et Reutemann, mais peu après, sur le parcours de liaison, une bielle traverse le bloc moteur de sa Quattro S1 et il doit abandonner sur place. La seule Audi officiellement engagée étant hors course, l'équipe allemande va dès lors mettre son assistance au service de Wiedner, alors deuxième à onze minutes de Salonen, qui a réussi à creuser l'écart sur la 205 de Reutemann. Salonen se montrant très prudent dans le secteur de La Cumbre, le pilote privé autrichien y réalise le meilleur temps, reléguant Reutemann à plus de trois minutes derrière lui. Le reste de la journée se déroule sans incident notable. Désormais débarrassé de toute menace, Salonen va achever l'étape avec plus de douze minutes et demie d'avance sur Wiedner et dix-sept sur Reutemann. Longtemps ralenti par des problèmes d'alimentation dus à la présence d'eau dans l'essence, Mehta, quatrième, accuse désormais plus d'une demi-heure de retard. Il précède Raies, toujours en tête du groupe A, devant Soto, alors que Recalde a dû renoncer au cours de la matinée, joint de culasse claqué.
| Pos. | Pilote              | Copilote                | Voiture              | Groupe | Temps           | Écart             |
| ---- | ------------------- | ----------------------- | -------------------- | ------ | --------------- | ----------------- |
| 1    | Timo Salonen        | Seppo Harjanne          | Peugeot 205 Turbo 16 | B      | 5 h 12 min 04 s |                   |
| 2    | Wilfried Wiedner    | Franz Zehetner          | Audi Quattro A2      | B      | 5 h 24 min 43 s | + 12 min 39 s     |
| 3    | Carlos Reutemann    | Jean-François Fauchille | Peugeot 205 Turbo 16 | B      | 5 h 29 min 10 s | + 17 min 06 s     |
| 4    | Shekhar Mehta       | Yvonne Mehta            | Nissan 240RS         | B      | 5 h 44 min 15 s | + 32 min 11 s     |
| 5    | Gabriel Raies       | Raul Campana            | Renault 18 GTX       | A      | 5 h 47 min 27 s | + 35 min 23 s     |
| 6    | Ernesto Soto        | Martin Christie         | Renault 18 GTX       | A      | 5 h 51 min 06 s | + 39 min 02 s     |
| 7    | Mario Stillo        | Daniel Stillo           | Renault 12 TS        | A      | 6 h 06 min 52 s | + 54 min 48 s     |
| 8    | Miguel Torrás       | Fernando Stella         | Renault 12 TS        | A      | 6 h 08 min 15 s | + 56 min 11 s     |
| 9    | Eduardo Chiavarolle | Juan López Piccioni     | Renault 18 GTX       | A      | 6 h 09 min 11 s | + 57 min 07 s     |
| 10   | Sady Bordin         | Joaquim Cunha           | Chevrolet Chevette   | A      | 6 h 21 min 49 s | + 1 h 09 min 45 s |

### Troisième étape
La troisième étape débute le vendredi matin, toujours sous le soleil. Ne pouvant être inquiété à la régulière, Salonen ne prend plus aucun risque et ménage la mécanique, ne dépassant plus un régime de 7000 tr/min. Il continue cependant à accroître son avance sur Wiedner. La journée va se dérouler sans incident pour les quatre premiers, Salonen regagnant le parc fermé de Cordoba avec une marge de plus d'un quart d'heure sur son plus proche adversaire. Reutemann est huit minutes plus loin, hors de portée de Mehta, isolé à la quatrième place. Raies ayant abandonné à cause d'un problème de transmission au cours de la matinée, c'est désormais Soto, cinquième du classement général, qui domine le groupe A, bien loin devant la Renault 12 de Miguel Torrás, alors que Stillo a été retardé par une sortie de route à mi-étape.

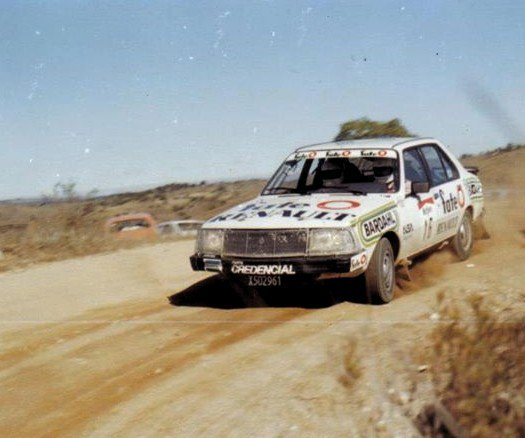
Ernesto Soto et sa Renault 18, en tête du groupe A à l'issue de la troisième étape.

| Pos. | Pilote           | Copilote                | Voiture              | Groupe | Temps            | Écart             |
| ---- | ---------------- | ----------------------- | -------------------- | ------ | ---------------- | ----------------- |
| 1    | Timo Salonen     | Seppo Harjanne          | Peugeot 205 Turbo 16 | B      | 8 h 11 min 07 s  |                   |
| 2    | Wilfried Wiedner | Franz Zehetner          | Audi Quattro A2      | B      | 8 h 26 min 39 s  | + 15 min 32 s     |
| 3    | Carlos Reutemann | Jean-François Fauchille | Peugeot 205 Turbo 16 | B      | 8 h 35 min 04 s  | + 23 min 57 s     |
| 4    | Shekhar Mehta    | Yvonne Mehta            | Nissan 240RS         | B      | 9 h 02 min 35 s  | + 51 min 28 s     |
| 5    | Ernesto Soto     | Martin Christie         | Renault 18 GTX       | A      | 9 h 09 min 42 s  | + 58 min 35 s     |
| 6    | Miguel Torrás    | Fernando Stella         | Renault 12 TS        | A      | 9 h 39 min 44 s  | + 1 h 28 min 37 s |
| 7    | Mario Stillo     | Daniel Stillo           | Renault 12 TS        | A      | 9 h 42 min 21 s  | + 1 h 31 min 14 s |
| 8    | Jayant Shah      | Lofty Drews             | Nissan 240RS         | B      | 9 h 54 min 51 s  | + 1 h 43 min 44 s |
| 9    | Sady Bordin      | Joaquim Cunha           | Chevrolet Chevette   | A      | 10 h 01 min 53 s | + 1 h 50 min 46 s |
| 10   | Federico West    | Gregorio Assadourian    | Ford Escort 1600     | A      | 10 h 15 min 24 s | + 2 h 04 min 17 s |

### Quatrième étape
Le soleil brille toujours lorsque les concurrents s'élancent pour la dernière boucle, au sud de Cordoba, le samedi matin. Les positions sont acquises et l'ordre des cinq premiers va rester inchangé. Des ennuis mécaniques vont coûter la sixième place à Torrás, qui rétrograde derrière Stillo. Salonen rejoint l'arrivée sans encombre et remporte sa quatrième victoire de la saison, consolidant sa place en tête du championnat. Grâce à la deuxième place de Wiedner, qui a tenu Reutemann en respect et empêché Peugeot de réaliser un doublé, Audi reste en lice pour le titre constructeurs, la marque allemande devant toutefois gagner toutes les épreuves restantes pour pouvoir l'emporter. Cinquième derrière la Nissan de Mehta, Soto s'impose en groupe A, devant Stillo et Torrás. Ce dernier sera finalement déclassé pour non conformité après les vérifications techniques. Quarante équipages ont terminé l'épreuve.

### Classements intermédiaires
Classements intermédiaires des pilotes après chaque épreuve spéciale

### Classement général

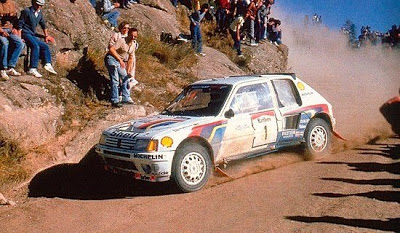
Carlos Reutemann, troisième du rallye sur une Peugeot 205 Turbo 16 identique à celle du vainqueur Timo Salonen.

| Pos | No | Pilote           | Copilote                | Voiture              | Temps            | Écart             | Groupe |
| --- | -- | ---------------- | ----------------------- | -------------------- | ---------------- | ----------------- | ------ |
| 1   | 3  | Timo Salonen     | Seppo Harjanne          | Peugeot 205 Turbo 16 | 10 h 04 min 33 s |                   | B      |
| 2   | 7  | Wilfried Wiedner | Franz Zehetner          | Audi Quattro A2      | 10 h 18 min 29 s | + 13 min 56 s     | B      |
| 3   | 1  | Carlos Reutemann | Jean-François Fauchille | Peugeot 205 Turbo 16 | 10 h 35 min 47 s | + 31 min 14 s     | B      |
| 4   | 2  | Shekhar Mehta    | Yvonne Mehta            | Nissan 240RS         | 11 h 04 min 46 s | + 1 h 00 min 13 s | B      |
| 5   | 16 | Ernesto Soto     | Martin Christie         | Renault 18 GTX       | 11 h 10 min 58 s | + 1 h 06 min 25 s | A      |
| 6   | 10 | Mario Stillo     | Daniel Stillo           | Renault 12 TS        | 11 h 49 min 42 s | + 1 h 45 min 09 s | A      |
| 7   | 8  | Jayant Shah      | Lofty Drews             | Nissan 240RS         | 12 h 02 min 16 s | + 1 h 57 min 43 s | B      |
| 8   | 19 | Sady Bordin      | Joaquim Cunha           | Chevrolet Chevette   | 12 h 13 min 46 s | + 2 h 09 min 13 s | A      |
| 9   | 39 | Federico West    | Gregorio Assadourian    | Ford Escort 1600     | 12 h 31 min 15 s | + 2 h 26 min 42 s | A      |
| 10  | 35 | Luís Etchegoyen  | Luís Borralo            | Ford Escort 1600     | 12 h 37 min 00 s | + 2 h 32 min 27 s | A      |

### Équipages de tête
- ES1 :  Ari Vatanen -  Terry Harryman (Peugeot 205 Turbo 16)
- ES2 à ES23 :  Timo Salonen -  Seppo Harjanne (Peugeot 205 Turbo 16)

### Vainqueurs d'épreuves spéciales
- Timo Salonen -  Seppo Harjanne (Peugeot 205 Turbo 16) : 12 spéciales (ES 2, 3, 6, 8, 10 à 12, 14, 15, 17 à 19)
- Wilfried Wiedner -  Franz Zehetner (Audi Quattro A2) : 6 spéciales (ES 9, 13, 16, 21 à 23)
- Stig Blomqvist -  Björn Cederberg (Audi Sport Quattro S1) : 3 spéciales (ES 4, 5, 7)
- Ari Vatanen -  Terry Harryman (Peugeot 205 Turbo 16) : 1 spéciale (ES 1)
- Carlos Reutemann -  Jean-François Fauchille (Peugeot 205 Turbo 16) : 1 spéciale (ES 20)

## Résultats des principaux engagés

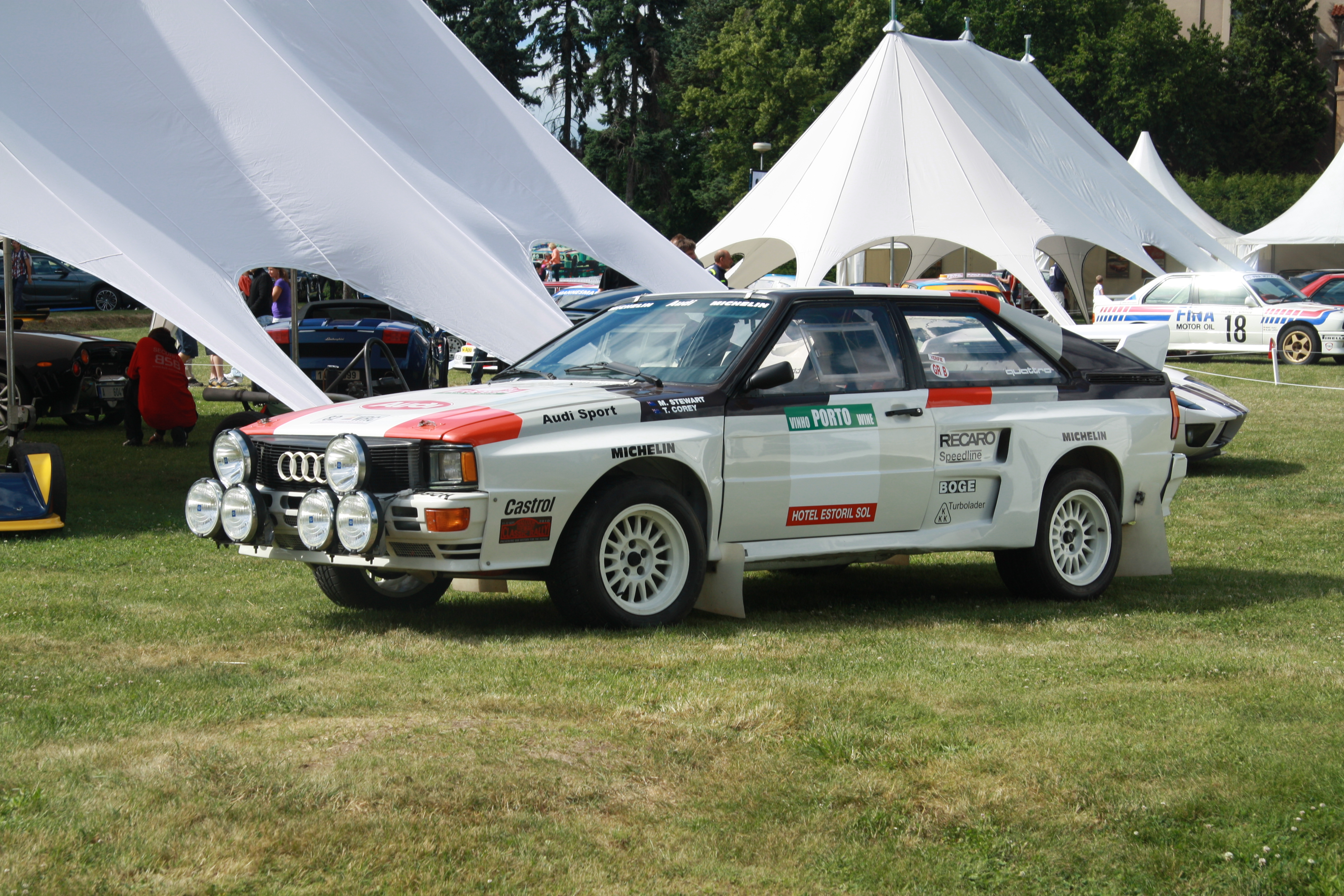
Une Audi Quattro A2 semblable à celle de Wilfried Wiedner. Pour sa première sortie en championnat du monde, le pilote autrichien s'est octroyé la deuxième place.

| No  | Pilote              | Copilote                | Voiture               | Groupe | Classement général                         | Class. groupe |
| --- | ------------------- | ----------------------- | --------------------- | ------ | ------------------------------------------ | ------------- |
| 1   | Carlos Reutemann    | Jean-François Fauchille | Peugeot 205 Turbo 16  | B      | 3e à 31 min 14 s                           | 3e            |
| 2   | Shekhar Mehta       | Yvonne Mehta            | Nissan 240RS          | B      | 4e à 1 h 00 min 13 s                       | 4e            |
| 3   | Timo Salonen        | Seppo Harjanne          | Peugeot 205 Turbo 16  | B      | 1er                                        | 1er           |
| 4   | Ari Vatanen         | Terry Harryman          | Peugeot 205 Turbo 16  | B      | ab. dans la 2e spéciale (sortie de route)  | -             |
| 5   | Stig Blomqvist      | Björn Cederberg         | Audi Sport Quattro S1 | B      | ab. après la 8e spéciale (bielle)          | -             |
| 6   | Jorge Recalde       | Jorge Del Buono         | Renault 18 GTX        | A      | ab. dans la 7e spéciale (joint de culasse) | -             |
| 7   | Wilfried Wiedner    | Franz Zehetner          | Audi Quattro A2       | B      | 2e à 13 min 56 s                           | 2e            |
| 8   | Jayant Shah         | Lofty Drews             | Nissan 240RS          | B      | 7e à 1 h 57 min 43 s                       | 5e            |
| 9   | Miguel Torrás       | Fernando Stella         | Renault 12 TS         | A      | déclassés après l'arrivée                  | -             |
| 10  | Mario Stillo        | Daniel Stillo           | Renault 12 TS         | A      | 6e à 1 h 45 min 09 s                       | 2e            |
| 12  | N. Urbieta Sanabria | Ruben Geling            | Datsun HA10           | A      | ab.                                        | -             |
| 14  | Eduardo Chiavarolle | Juan López Piccioni     | Renault 18 GTX        | A      | ab. dans la 14e spéciale                   | -             |
| 16  | Ernesto Soto        | Martin Christie         | Renault 18 GTX        | A      | 5e à 1 h 06 min 25 s                       | 1er           |
| 17  | Gabriel Raies       | Raul Campana            | Renault 18 GTX        | A      | ab. dans la 13e spéciale (transmission)    | -             |
| 18  | Juan Maineri        | Juan Guillermo Maineri  | Volkswagen Gacel      | A      | ab.                                        | -             |
| 19  | Sady Bordin         | Joaquim Cunha           | Chevrolet Chevette    | A      | 8e à 2 h 09 min 13 s                       | 3e            |
| 20  | Luís Evandro Aguia  | Ricardo Costa           | Volkswagen Passat     | A      | 13e à 3 h 27 min 53 s                      | 8e            |
| 21  | Carlos Celis        | Ruben Quiroz            | Volkswagen Golf GTI   | A      | ab.                                        | -             |
| 25  | Hugo Hernandez      | Enrique Coggiola        | Peugeot 504           | B      | 14e à 3 h 30 min 39 s                      | 6e            |
| 35  | Luís Etchegoyen     | Luís Borralo            | Ford Escort 1600      | A      | 10e à 2 h 32 min 27 s                      | 5e            |
| 36  | Gustavo Trelles     | Ricardo Ivetich         | Ford Escort 1600      | A      | ab. dans la 1re étape                      | -             |
| 39  | Federico West       | Gregorio Assadourian    | Ford Escort 1600      | A      | 9e à 2 h 26 min 42 s                       | 4e            |
| 55  | Miguel Tubal        | Carlos Valera           | Datsun HA10           | A      | 20e à 3 h 56 min 57 s                      | 14e           |
| 68  | Carlos d'Agostini   | Omar Carrizo            | Renault 12 TS         | A      | 16e à 3 h 32 min 32 s                      | 10e           |
| 70  | Daniel Faini        | Carlos Faini            | Renault 12 TS         | A      | 19e à 3 h 53 min 27 s                      | 13e           |
| 104 | Oscar Garavaglia    | Alfredo Knudsen         | Renault 12 TS         | A      | 15e à 3 h 31 min 01 s                      | 9e            |
| 107 | Alejandro Gora      | Marcelo Aliberti        | Renault 12 TS         | A      | 18e à 3 h 47 min 44 s                      | 12e           |
| 112 | Nestor Veglia       | Oscar Ocampo            | Renault 12 TS         | A      | 12e à 3 h 13 min 19 s                      | 7e            |
| 121 | Oscar Maccari       | Ricardo Merlo           | Renault 12 TS         | A      | 11e à 3 h 08 min 00 s                      | 6e            |
| 129 | Gaston Clement      | Marcelo Olivera         | Renault 12 TS         | A      | 17e à 3 h 41 min 18 s                      | 11e           |

## Classements des championnats à l'issue de la course

### Constructeurs
- Attribution des points : 10, 9, 8, 7, 6, 5, 4, 3, 2, 1 respectivement aux dix premières marques de chaque épreuve, additionnés de 8, 7, 6, 5, 4, 3, 2, 1 respectivement aux huit premières de chaque groupe (seule la voiture la mieux classée de chaque constructeur marque des points). Les points de groupe ne sont attribués qu'aux concurrents ayant terminé dans les dix premiers au classement général[8].
- Seuls les huit meilleurs résultats (sur onze épreuves) sont retenus pour le décompte final des points.

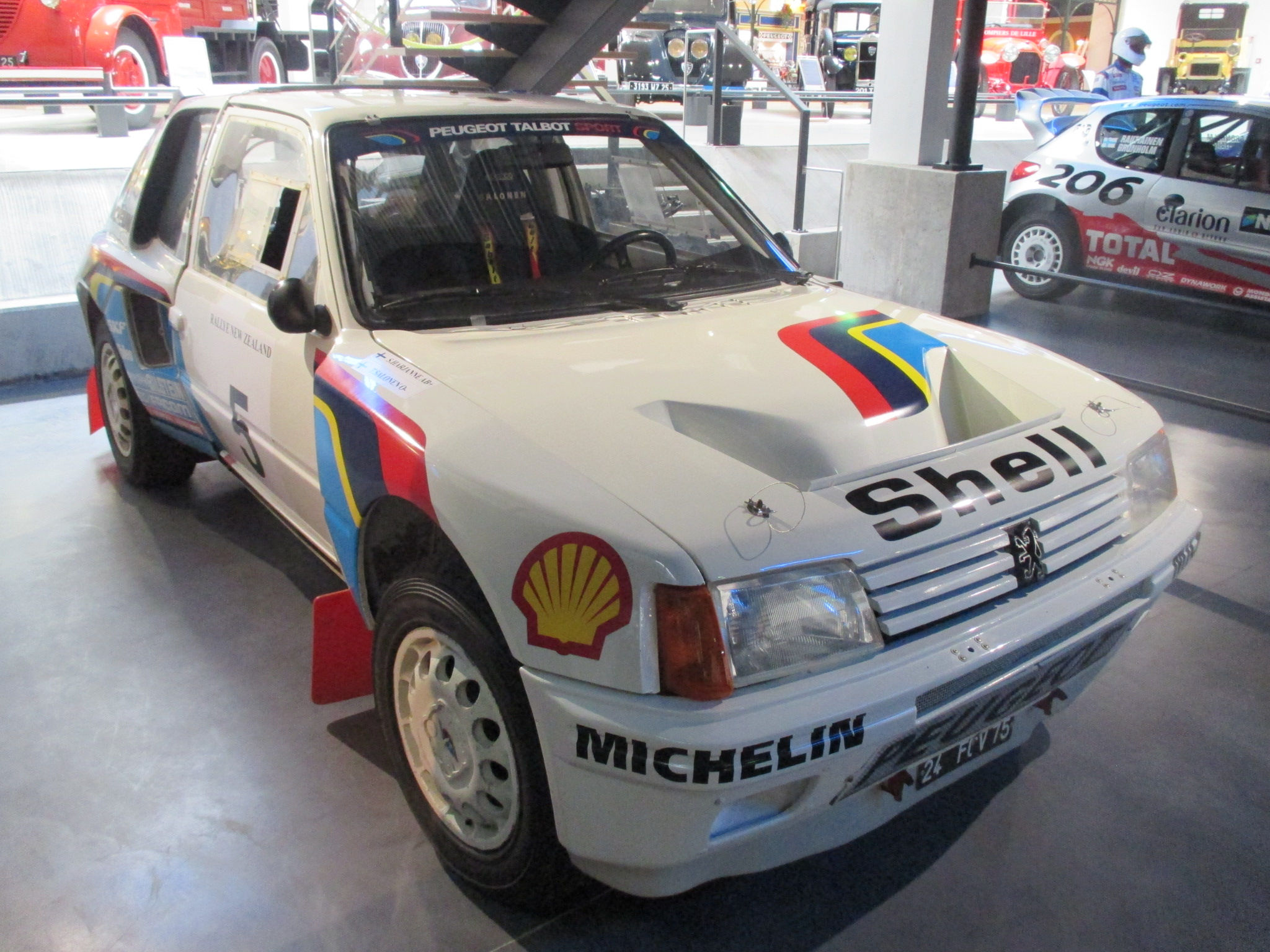
Avec six victoires en huit courses, la 205 Turbo 16 écrase le championnat 1985. Le titre mondial est déjà presque acquis à Peugeot.

| Pos. | Marque     | Points | M-C  | SUE  | POR  | SAF  | COR  | ACR  | NZ   | ARG  | FIN | SAN | RAC |
| ---- | ---------- | ------ | ---- | ---- | ---- | ---- | ---- | ---- | ---- | ---- | --- | --- | --- |
| 1    | Peugeot    | 130    | 10+8 | 10+8 | 10+8 | 4+2  | 9+7  | 10+8 | 10+8 | 10+8 |     |     |     |
| 2    | Audi       | 92     | 9+7  | 9+7  | 8+6  | -    | -    | 9+7  | 8+6  | 9+7  |     |     |     |
| 3    | Nissan     | 50     | -    | -    | 3+1  | 8+6  | -    | 7+5  | 5+3  | 7+5  |     |     |     |
| 4    | Renault    | 38     | 4+2  | -    | -    | -    | 10+8 | -    | -    | 6+8  |     |     |     |
| 5    | Toyota     | 28     | -    | -    | 2+8  | 10+8 | -    | -    | -    | -    |     |     |     |
| 6    | Lancia     | 24     | 5+3  | -    | 9+7  | -    | -    | -    | -    | -    |     |     |     |
| 6=   | Porsche    | 24     | -    | -    | -    | -    | 8+6  | 6+4  | -    | -    |     |     |     |
| 8    | Ford       | 21     | -    | -    | 5+3  | -    | -    | -    | 4+2  | 2+5  |     |     |     |
| 9    | Mazda      | 20     | -    | 3+3  | -    | -    | -    | 8+6  | -    | -    |     |     |     |
| 9=   | Subaru     | 20     | -    | -    | -    | 1+8  | -    | -    | 3+8  | -    |     |     |     |
| 11   | Opel       | 16     | -    | 2+2  | -    | 7+5  | -    | -    | -    | -    |     |     |     |
| 12   | Alfa Romeo | 14     | -    | -    | -    | -    | 6+8  | -    | -    | -    |     |     |     |
| 13   | Volkswagen | 10     | -    | -    | -    | -    | -    | 2+8  | -    | -    |     |     |     |
| 14   | Chevrolet  | 9      | -    | -    | -    | -    | -    | -    | -    | 3+6  |     |     |     |
| 14=  | BMW        | 9      | -    | -    | -    | -    | 1+8  | -    | -    | -    |     |     |     |
| 16   | Talbot     | 8      | -    | -    | -    | -    | 4+4  | -    | -    | -    |     |     |     |
| 17   | Citroën    | 4      | 3+1  | -    | -    | -    | -    | -    | -    | -    |     |     |     |

### Pilotes
- Attribution des points : 20, 15, 12, 10, 8, 6, 4, 3, 2, 1 respectivement aux dix premiers de chaque épreuve.
- Seuls les sept meilleurs résultats (sur douze épreuves) sont retenus pour le décompte final des points.

| Pos. | Pilote           | Marque     | Points | M-C | SUE | POR | SAF | COR | ACR | NZ | ARG | FIN | SAN | CIV | RAC |
| ---- | ---------------- | ---------- | ------ | --- | --- | --- | --- | --- | --- | -- | --- | --- | --- | --- | --- |
| 1    | Timo Salonen     | Peugeot    | 108    | 12  | 12  | 20  | 4   | -   | 20  | 20 | 20  |     |     |     |     |
| 2    | Stig Blomqvist   | Audi       | 60     | 10  | 15  | 10  | -   | -   | 15  | 10 | -   |     |     |     |     |
| 3    | Ari Vatanen      | Peugeot    | 55     | 20  | 20  | -   | -   | -   | -   | 15 | -   |     |     |     |     |
| 4    | Walter Röhrl     | Audi       | 39     | 15  | -   | 12  | -   | -   | -   | 12 | -   |     |     |     |     |
| 5    | Bruno Saby       | Peugeot    | 23     | 8   | -   | -   | -   | 15  | -   | -  | -   |     |     |     |     |
| 6    | Juha Kankkunen   | Toyota     | 20     | -   | -   | -   | 20  | -   | -   | -  | -   |     |     |     |     |
| 6=   | Jean Ragnotti    | Renault    | 20     | -   | -   | -   | -   | 20  | -   | -  | -   |     |     |     |     |
| 6=   | Shekhar Mehta    | Nissan     | 20     | -   | -   | -   | -   | -   | 10  | -  | 10  |     |     |     |     |
| 9    | Massimo Biasion  | Lancia     | 17     | 2   | -   | 15  | -   | -   | -   | -  | -   |     |     |     |     |
| 10   | Mike Kirkland    | Nissan     | 16     | -   | -   | -   | 12  | -   | 4   | -  | -   |     |     |     |     |
| 11   | Björn Waldegård  | Toyota     | 15     | -   | -   | -   | 15  | -   | -   | -  | -   |     |     |     |     |
| 11=  | Wilfried Wiedner | Audi       | 15     | -   | -   | -   | -   | -   | -   | -  | 15  |     |     |     |     |
| 11=  | Ingvar Carlsson  | Mazda      | 15     | -   | 3   | -   | -   | -   | 12  | -  | -   |     |     |     |     |
| 14   | Bernard Béguin   | Porsche    | 12     | -   | -   | -   | -   | 12  | -   | -  | -   |     |     |     |     |
| 14=  | Carlos Reutemann | Peugeot    | 12     | -   | -   | -   | -   | -   | -   | -  | 12  |     |     |     |     |
| 16   | Hannu Mikkola    | Audi       | 10     | -   | 10  | -   | -   | -   | -   | -  | -   |     |     |     |     |
| 16=  | Rauno Aaltonen   | Opel       | 10     | -   | -   | -   | 10  | -   | -   | -  | -   |     |     |     |     |
| 16=  | Billy Coleman    | Porsche    | 10     | -   | -   | -   | -   | 10  | -   | -  | -   |     |     |     |     |
| 19   | Per Eklund       | Audi       | 8      | -   | 8   | -   | -   | -   | -   | -  | -   |     |     |     |     |
| 19=  | Werner Grissmann | Audi       | 8      | -   | -   | 8   | -   | -   | -   | -  | -   |     |     |     |     |
| 19=  | Erwin Weber      | Opel       | 8      | -   | -   | -   | 8   | -   | -   | -  | -   |     |     |     |     |
| 19=  | Yves Loubet      | Alfa Romeo | 8      | -   | -   | -   | -   | 8   | -   | -  | -   |     |     |     |     |
| 19=  | Saeed Al-Hajri   | Porsche    | 8      | -   | -   | -   | -   | -   | 8   | -  | -   |     |     |     |     |
| 19=  | Malcolm Stewart  | Audi       | 8      | -   | -   | -   | -   | -   | -   | 8  | -   |     |     |     |     |
| 19=  | Ernesto Soto     | Renault    | 8      | -   | -   | -   | -   | -   | -   | -  | 8   |     |     |     |     |